# Mistrzostwa świata w szachach 1957

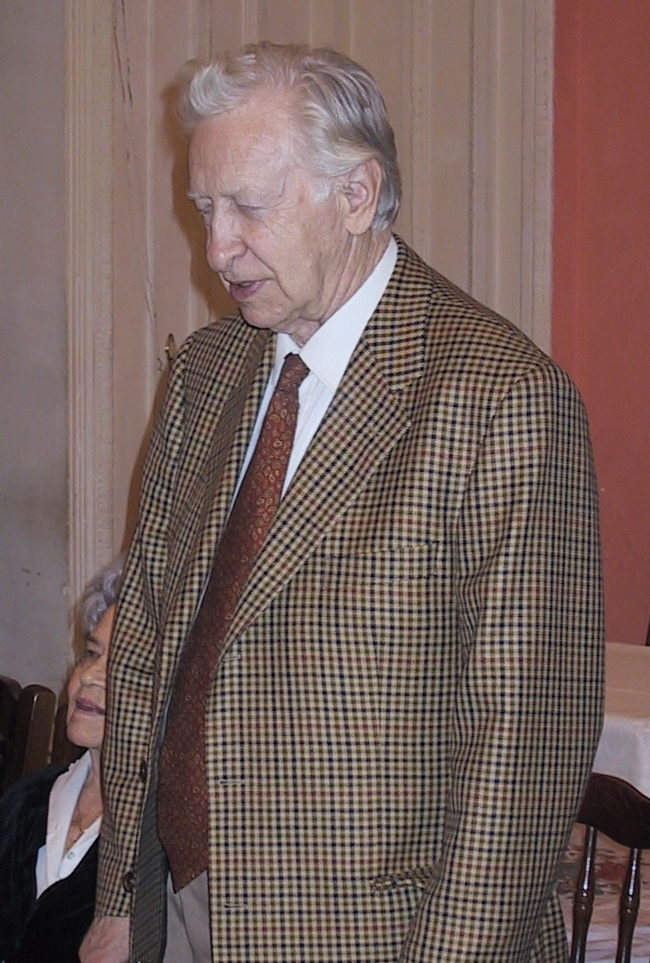
Mistrz świata 1957,
Wasilij Smysłow

Mecz pomiędzy aktualnym mistrzem świata - Michaiłem Botwinnikiem, a zwycięzcą turnieju pretendentów, Wasilijem Smysłowem rozegrany w Moskwie w dniach 3 III - 27 IV 1957 r. pod egidą FIDE.

## Zasady
Pojedynek składał się z 24 partii. Mistrzem świata zostać miał ten z zawodników, który uzyska więcej punktów. W przypadku remisu tytuł zachowywał Botwinnik.

## Przebieg meczu
Smysłow wygrał I partię. Botwinnik wygrywając IV i V wyszedł na prowadzenie, jednak już w VI Smysłow wyrównał. Od tej pory Botwinnik wygrał już tylko XIII partię, a mecz zakończył się wynikiem 12½ – 9½ na korzyść pretendenta.

## Wyniki w poszczególnych partiach
|                   | 1 | 2 | 3 | 4 | 5 | 6 | 7 | 8 | 9 | 10 | 11 | 12 | 13 | 14 | 15 | 16 | 17 | 18 | 19 | 20 | 21 | 22 | Punkty |
| ----------------- | - | - | - | - | - | - | - | - | - | -- | -- | -- | -- | -- | -- | -- | -- | -- | -- | -- | -- | -- | ------ |
| Michaił Botwinnik | 0 | ½ | ½ | 1 | 1 | 0 | ½ | 0 | ½ | ½  | ½  | 0  | 1  | ½  | ½  | ½  | 0  | ½  | ½  | 0  | ½  | ½  | 9½     |
| Wasilij Smysłow   | 1 | ½ | ½ | 0 | 0 | 1 | ½ | 1 | ½ | ½  | ½  | 1  | 0  | ½  | ½  | ½  | 1  | ½  | ½  | 1  | ½  | ½  | 12½    |